# ميليتية كبيرة
ميليتية كبيرة (الاسم العلمي:Millettia grandis) هي نوع من النباتات يتبع جنس الميليتية من الفصيلة البقولية.